# 阿斯蒂省
阿斯蒂省 （義大利語：Provincia di Asti）是意大利皮埃蒙特大区的一個省。面積1,504.5平方公里，2017年人口215,871人。首府阿斯蒂。
下分118市鎮。